# Eishockey-Oberliga 2007/08
Die Eishockey-Oberliga wurde in der Saison 2007/08 im Gegensatz zur Vorsaison in einem veränderten Modus ausgespielt.

## Modus
Als Modus wurde festgelegt, dass für die Vorrunde
- die 19 teilnehmenden Mannschaften in eine 9 Mannschaften umfassende Nord- und eine 10 Mannschaften umfassende Südgruppe eingeteilt werden;
- zuerst eine Einfachrunde (Hin- und Rückspiel) aller teilnehmenden Mannschaften ausgespielt; anschließend wird innerhalb der beiden Gruppen eine zusätzliche Doppelrunde ausgespielt;
- für jede Gruppe aufgrund der unterschiedlichen Teilnehmeranzahl eine eigenständige Tabelle geführt wird.

Nach der Vorrunde
- nehmen die Teilnehmer auf den Plätzen 1 bis 4 jeder Gruppe an den Aufstiegsplayoffs zur 2. Bundesliga teil;
- spielen die Teilnehmer auf den Plätzen 7 bis 10 der Vorrundengruppe Süd in der Abstiegsrunde Süd und 6 bis 9 der Vorrundengruppe Nord in der Abstiegsrunde Nord je einen sportlichen Absteiger in den jeweiligen Landesverband aus;
- ist für die Teilnehmer auf den Plätzen 5 und 6 der Vorrundengruppe Süd und den Teilnehmer auf Platz 5 der Vorrundengruppe Nord die Saison beendet.

## Regeländerungen ab dieser Saison
- Bei Verlängerungen von Spielen dürfen – wie in der DEL und in der 2. Eishockey-Bundesliga – von beiden Mannschaften nur noch 4 anstelle von 5 Feldspielern eingesetzt werden.
- Bei den letztmöglichen Spielen innerhalb einer Playoff-Serie entfällt das Penaltyschießen und das Spiel wird bis zur Entscheidung durch den nächsten Treffer fortgesetzt.
- Förderlizenzinhaber von DEL-Mannschaften müssen bis 31. Januar 2008 mindestens 10 Spiele für eine Mannschaft absolviert haben, um weiter für diese spielberechtigt zu sein.
- Spieler von 2. Bundesliga-Mannschaften können auch eine Förderlizenz für eine Oberligamannschaft haben.
- Verpflichtet werden können eine unbegrenzte Anzahl von Spielern mit ausländischer Spielerlizenz bis zum Transferende am 31. Januar 2008 – eingesetzt werden können pro Spiel maximal 5 Spieler.
- Pro Spiel wurde eine Beschränkung eingeführt, dass maximal 15 Spieler eingesetzt werden dürfen, die entweder als Feldspieler mit deutscher Spielerlizenz vor dem 1. Januar 1986 geboren oder Spieler mit einer ausländischen Spielerlizenz sind (sogenannte U21-Regelung).

## Teilnehmer
In der Vorrundengruppe Nord kommen zu den Oberligisten des Vorjahres Eisbären Juniors Berlin, Hannover Indians und Blue Devils Weiden die Dresdner Eislöwen als der Absteiger aus der 2. Bundesliga, aus der Regionalliga Hessen die Roten Teufel Bad Nauheim und aus der Regionalliga Nord-Ost die Mannschaften: Black Dragons Erfurt, Saale Bulls Halle, Blue Lions Leipzig und Rostock Piranhas.
In der Südgruppe treten neben den Vorjahresoberligisten Tölzer Löwen, Wölfe Freiburg (für den EHC Freiburg), EV Füssen Leopards, EHC Klostersee, TEV Miesbach, EC Peiting, Starbulls Rosenheim, der Bundesliga-Absteiger ESV Kaufbeuren und aus der Bayerischen Eishockey-Liga die Aufsteiger Deggendorf Fire und EHF Passau Black Hawks an.

## Aufstiegsregelung in die Oberliga
Die Regelung, welche Mannschaft aus den höchsten Spielklassen der Landesverbände in die Oberliga 2008/09 aufsteigen können, wird von diesen eigenständig getroffen:
Aus Bayern kann eine Mannschaft, der Regionalliga Nord-Ost eine Mannschaft sowie der gemeinsamen Aufstiegsrunde der Regionalliga Nordrhein-Westfalen, Regionalliga Hessen und der Baden-Württemberg-Liga können maximal zwei Mannschaften die Freigabe bekommen.

## Vorrunde

### Gruppe Nord
- Die Teams der Plätze 1–4 der Vorrunde nehmen an den Aufstiegsplayoffs teil.
- Die Mannschaft auf Platz 5 der Vorrunde ist sportlich für die Eishockey-Oberliga 2008/09 qualifiziert.
- Die Teams der Plätze 6–9 der Vorrunde nehmen an der Abstiegsrunde Nord teil.

| Pl. | Team                        | Sp | S3 | S2 | N1 | N0 | Tore    | Diff. | Pkt. |
| --- | --------------------------- | -- | -- | -- | -- | -- | ------- | ----- | ---- |
| 1.  | Dresdner Eislöwen (A)       | 52 | 33 | 5  | 4  | 10 | 240:144 | 96    | 113  |
| 2.  | Blue Lions Leipzig (N)      | 52 | 28 | 6  | 6  | 12 | 248:170 | 78    | 102  |
| 3.  | Hannover Indians            | 52 | 28 | 6  | 6  | 12 | 219:160 | 59    | 102  |
| 4.  | Blue Devils Weiden          | 52 | 22 | 7  | 7  | 16 | 215:192 | 23    | 87   |
| 5.  | Rostock Piranhas (N)        | 52 | 18 | 7  | 5  | 22 | 184:210 | −26   | 73   |
| 6.  | Saale Bulls Halle (N)       | 52 | 14 | 6  | 3  | 29 | 167:227 | −60   | 57   |
| 7.  | Rote Teufel Bad Nauheim (N) | 52 | 15 | 2  | 7  | 28 | 185:220 | −35   | 56   |
| 8.  | Eisbären Juniors Berlin     | 52 | 8  | 5  | 9  | 30 | 136:187 | −51   | 43   |
| 9.  | Black Dragons Erfurt (N)    | 52 | 7  | 3  | 4  | 38 | 136:293 | −157  | 31   |

- Die Partie Rostock Piranhas gegen Rote Teufel Bad Nauheim (56. Spieltag) wurde 0:5 gewertet.

### Gruppe Süd
- Die Teams der Plätze 1–4 der Vorrunde nehmen an den Aufstiegsplayoffs teil.
- Die Teams auf den Plätzen 5 und 6 der Vorrunde sind sportlich für die Oberliga 2008/09 qualifiziert.
- Die Teams der Plätze 7–10 der Vorrunde nehmen an der Abstiegsrunde Süd teil.

| Pl. | Team                   | Sp | S3 | S2 | N1 | N0 | Tore    | Diff. | Pkt. |
| --- | ---------------------- | -- | -- | -- | -- | -- | ------- | ----- | ---- |
| 1.  | Tölzer Löwen           | 54 | 41 | 2  | 3  | 8  | 254:128 | 126   | 130  |
| 2.  | Wölfe Freiburg         | 54 | 34 | 3  | 2  | 15 | 241:160 | 81    | 110  |
| 3.  | Füssen Leopards        | 54 | 35 | 1  | 1  | 17 | 283:217 | 66    | 108  |
| 4.  | ESV Kaufbeuren (A)     | 54 | 29 | 5  | 2  | 18 | 210:155 | 55    | 99   |
| 5.  | EHC Klostersee         | 54 | 27 | 5  | 5  | 17 | 209:194 | 15    | 96   |
| 6.  | EC Peiting             | 54 | 27 | 3  | 4  | 20 | 216:179 | 37    | 91   |
| 7.  | Starbulls Rosenheim    | 54 | 22 | 3  | 6  | 23 | 179:200 | −21   | 78   |
| 8.  | Deggendorf Fire (N)    | 54 | 18 | 5  | 2  | 29 | 207:244 | −37   | 66   |
| 9.  | TEV Miesbach           | 54 | 8  | 5  | 3  | 38 | 156:278 | −122  | 37   |
| 10. | Passau Black Hawks (N) | 54 | 8  | 3  | 3  | 40 | 126:253 | −127  | 33   |

## Playoffs
Alle Play-off-Ausscheidungsrunden wurden im Modus Best-of-Seven durchgeführt.

| Viertelfinale | Viertelfinale      | Viertelfinale   |        |                    | Halbfinale | Halbfinale | Halbfinale |  |  | Oberligameisterschaft | Oberligameisterschaft | Oberligameisterschaft |
|               |                    |                 |        |                    |            |            |            |  |  |                       |                       |                       |
| 1.Nord        | Dresdner Eislöwen  | 4               |        |                    |            |            |            |  |  |                       |                       |                       |
| 4.Süd         | ESV Kaufbeuren     | 1               |        |                    |            |            |            |  |  |                       |                       |                       |
| 4.Süd         | ESV Kaufbeuren     | 1               | 1.Nord | Dresdner Eislöwen  | 4          |            |            |  |  |                       |                       |                       |
|               |                    |                 | 1.Nord | Dresdner Eislöwen  | 4          |            |            |  |  |                       |                       |                       |
|               | 3.Süd              | Füssen Leopards | 1      |                    |            |            |            |  |  |                       |                       |                       |
| 2.Nord        | 3.Süd              | Füssen Leopards | 1      | Blue Lions Leipzig | 2          |            |            |  |  |                       |                       |                       |
| 2.Nord        |                    |                 |        | Blue Lions Leipzig | 2          |            |            |  |  |                       |                       |                       |
| 3.Süd         | Füssen Leopards    | 4               |        |                    |            |            |            |  |  |                       |                       |                       |
| 3.Süd         | Füssen Leopards    | 4               | 1.Nord | Dresdner Eislöwen  | (*)        |            |            |  |  |                       |                       |                       |
|               |                    |                 |        | Dresdner Eislöwen  | (*)        |            |            |  |  |                       |                       |                       |
|               | 1.Süd              | Tölzer Löwen    | (*)    |                    |            |            |            |  |  |                       |                       |                       |
| 1.Süd         | 1.Süd              | Tölzer Löwen    | (*)    | Tölzer Löwen       | 4          |            |            |  |  |                       |                       |                       |
| 1.Süd         |                    |                 |        | Tölzer Löwen       | 4          |            |            |  |  |                       |                       |                       |
| 4.Nord        | Blue Devils Weiden | 0               |        |                    |            |            |            |  |  |                       |                       |                       |
| 4.Nord        | Blue Devils Weiden | 0               | 1.Süd  | Tölzer Löwen       | 4          |            |            |  |  |                       |                       |                       |
|               |                    |                 | 1.Süd  | Tölzer Löwen       | 4          |            |            |  |  |                       |                       |                       |
|               | 2.Süd              | Wölfe Freiburg  | 0      |                    |            |            |            |  |  |                       |                       |                       |
| 2.Süd         | 2.Süd              | Wölfe Freiburg  | 0      | Wölfe Freiburg     | 4          |            |            |  |  |                       |                       |                       |
| 2.Süd         |                    |                 |        | Wölfe Freiburg     | 4          |            |            |  |  |                       |                       |                       |
| 3.Nord        | Hannover Indians   | 3               |        |                    |            |            |            |  |  |                       |                       |                       |

(*) = Da beide Mannschaften in die 2. Bundesliga aufsteigen, gibt es kein Finale. Die Dresdner Eislöwen waren im direkten Vergleich während der Vorrunde die bessere Mannschaft (13. November 2007 Dresden – Bad Tölz 5:4, 2. Dezember 2007 Bad Tölz – Dresden 1:5) und sind damit Meister der Oberliga-Saison 2007/08.

### Viertelfinale
| Begegnungen        | Begegnungen | Begegnungen        | Serie | 20.03. | 22.03. | 24.03.    | 26.03.    | 28.03. | 30.03. | 01.04. |
| ------------------ | ----------- | ------------------ | ----- | ------ | ------ | --------- | --------- | ------ | ------ | ------ |
| Dresdner Eislöwen  | -           | ESV Kaufbeuren     | 4:1   | 6:1    | 2:1    | 4:3 n. P. | 1:2       | 5:2    | -      | -      |
| Tölzer Löwen       | -           | Blue Devils Weiden | 4:0   | 4:0    | 3:1    | 6:1       | 8:1       | -      | -      | -      |
| Blue Lions Leipzig | -           | Füssen Leopards    | 2:4   | 6:8    | 5:7    | 6:3       | 3:4 n. V. | 4:2    | 1:4    | -      |
| Wölfe Freiburg     | -           | Hannover Indians   | 4:3   | 2:1    | 4:8    | 3:5       | 3:5       | 4:2    | 6:4    | 6:3    |

### Halbfinale
| Begegnungen       | Begegnungen | Begegnungen     | Serie | 04.04. | 06.04. | 08.04. | 11.04. | 13.04.    | 15.04. | 18.04. |
| ----------------- | ----------- | --------------- | ----- | ------ | ------ | ------ | ------ | --------- | ------ | ------ |
| Dresdner Eislöwen | -           | Füssen Leopards | 4:1   | 6:1    | 3:5    | 5:4    | 4:0    | 5:4 n. V. | -      | -      |
| Tölzer Löwen      | -           | Wölfe Freiburg  | 4:0   | 5:0    | 6:3    | 7:2    | 6:4    | -         | -      | -      |

Die Dresdner Eislöwen und die Tölzer Löwen steigen damit in 2. Bundesliga 2008/09 auf. Die Wölfe Freiburg rücken für den DEL-Aufsteiger Kassel Huskies zusätzlich in die 2. Bundesliga auf.

## Play-downs
Die Play-down-Ausscheidungen wurden im Modus Best-of-Seven durchgeführt.

### Gruppe Nord

#### 1. Runde
| Begegnungen             | Begegnungen | Begegnungen             | Serie | 20.03. | 21./22.03. | 24.03.    | 26.03. | 28.03. | 30.03.    | 01.04. |
| ----------------------- | ----------- | ----------------------- | ----- | ------ | ---------- | --------- | ------ | ------ | --------- | ------ |
| Saale Bulls Halle       | -           | Black Dragons Erfurt    | 4:0   | 12:4   | 6:1        | 6:2       | 7:2    | -      | -         | -      |
| Rote Teufel Bad Nauheim | -           | Eisbären Juniors Berlin | 4:2   | 2:1    | 0:1        | 4:3 n. V. | 2:1    | 2:3    | 2:1 n. V. | -      |

Die Saale Bulls Halle und die Roten Teufel Bad Nauheim waren sportlich für die Oberliga 2008/09 qualifiziert.

#### 2. Runde
| Begegnungen             | Begegnungen | Begegnungen          | Serie | 03.04. | 06.04. | 08.04. | 11.04. | 13.04. | 15.04. | 18.04. |
| ----------------------- | ----------- | -------------------- | ----- | ------ | ------ | ------ | ------ | ------ | ------ | ------ |
| Eisbären Juniors Berlin | -           | Black Dragons Erfurt | 4:0   | 6:3    | 6:2    | 5:1    | 6:0    | -      | -      | -      |

Die Eisbären Juniors Berlin waren für die Oberliga 2008/09 qualifiziert.
Die Black Dragons Erfurt waren Absteiger in die Regionalliga Ost.

### Gruppe Süd

#### 1. Runde
| Begegnungen         | Begegnungen | Begegnungen  | Serie | 20.03. | 22.03. | 24.03. | 26.03.    | 28.03.    | 30.03. | 01.04. |
| ------------------- | ----------- | ------------ | ----- | ------ | ------ | ------ | --------- | --------- | ------ | ------ |
| Starbulls Rosenheim | -           | EHF Passau   | 4:3   | 3:2    | 0:1    | 2:1    | 1:3       | 3:2       | 1:4    | 5:0    |
| Deggendorf Fire     | -           | TEV Miesbach | 4:1   | 6:2    | 3:4    | 5:3    | 3:2 n. V. | 3:2 n. V. | -      | -      |

Deggendorf Fire und die Starbulls Rosenheim sind sportlich für die Oberliga 2008/09 qualifiziert.

#### 2. Runde
| Begegnungen  | Begegnungen | Begegnungen | Serie | 04.04. | 06.04. | 08.04. | 11.04. | 13.04. | 15.04. | 18.04. |
| ------------ | ----------- | ----------- | ----- | ------ | ------ | ------ | ------ | ------ | ------ | ------ |
| TEV Miesbach | -           | EHF Passau  | 4:2   | 6:2    | 2:5    | 5:1    | 1:3    | 4:1    | 6:3    | -      |

Der TEV Miesbach war sportlich für die Oberliga 2008/09 qualifiziert. Der EHF Passau Black Hawks war sportlich in die BEL 2008/09 abgestiegen, konnte aber auf Grund des Nachrückens der Wölfe Freiburg in die 2. Bundesliga in der Oberliga verbleiben.